# Walter Thorwartl
Walter Thorwartl (* 14. Juli 1947 in Gröbming, Steiermark) ist ein österreichischer Schriftsteller.

## Leben
Nach dem Abschluss auf der Pädagogischen Akademie Wien wurde er als Lehrer in Wien und dem Burgenland tätig. Seit 1973 Lehrer an der Hauptschule Gröbming. Erste Geschichten für seine Kinder waren beeinflusst von „Der Herr der Ringe“ von J. R. R. Tolkien. Ab Mitte der 80er Jahre schrieb er Kurzgeschichten und Theaterstücke für Kinder. Seine literarischen Arbeiten waren stark geprägt durch die Bücher des russisch-amerikanischen Autors Vladimir Nabokov. Ein weiteres Vorbild aus der englischen fantastischen Literatur ist z. B. Alan Garner.
Für sein Werk "Im Schatten des Mullach" erhielt er 1989 den Kinder- und Jugendliteraturpreis des Landes Steiermark. Weitere Bücher folgten.

## Ehrungen
- 1989: Kinder- und Jugendbuchpreis des Landes Steiermark

## Werke
- 1989: Im Schatten des Mullach (Dachs-Verlag Ges.m.b.H.)
- 1990: Der Luchsfelsen (Dachs-Verlag Ges.m.b.H.)
- 1992: Gilberts Vermächtnis (Dachs-Verlag Ges.m.b.H.)
- 1995: Das Skelett im Efeu (Dachs-Verlag Ges.m.b.H.)
- 1996: Feuermann und Waasensteffel (Dachs-Verlag Ges.m.b.H.)
- 1997: Der Kampf um den Dachsstadel (Dachs-Verlag Ges.m.b.H.)
- 1997: Die Nacht der Hulla (Österreichischer Buchklub d. Jugend)
- 1999: Keltenschatz und Geisterjäger (Österreichischer Buchklub d. Jugend)
- 2001: Gefährliche Freundschaften (Österreichischer Buchklub d. Jugend)
- 2002: Merlins Weg (Dachs-Verlag)
- 2005: Das Rätsel des Knochenjägers (Dachs-Verlag)
- 2006: Auf Schweine schießt man nicht (G&G Kinder- u. Jugendbuchverlag Wien)
- 2007: Engelraub (Residenz Verlag)
- 2012: Schatten im Park (Verlag Nilpferd in Residenz)
- 2013: Der Kampf um die Löwenburg (Obelisk-Verlag)
- 2014: Gefährliche Freundschaften